# Vladimir Markovic
Vladimir Marković FRS (Alemanha, outubro de 1973) é um matemático iugoslavo-estadunidense. É atualmente Professor Sadleiriano de Matemática Pura da Universidade de Cambridge e Professor da cátedra John D. MacArthur do Instituto de Tecnologia da Califórnia.

## Educação
Marković estudou na Universidade de Belgrado, onde obteve os graus de Bachelor of Science em 1995 e um PhD em 1998, orientado por Miodrag Mateljević.

## Carreira e pesquisa
Marković já ocupou postos na Universidade de Warwick, Universidade Stony Brook e Universidade de Minnesota. Markovic foi editor do periódico Geometriae Dedicata, de 2009 a 2013.
Suas pesquisas tem sido financiadas pelo Engineering and Physical Sciences Research Council (EPSRC), Fundação Nacional da Ciência (National Science Foundation - NSF) e pela Royal Society.

## Prêmios e honrarias
Marković foi eleito membro da Royal Society em 2014. Em sua nomeação consta: 
| “ | Markovic é um lidert mundial nas áreas de homeomorfismos quasi-conformais e topologia de baixa dimensão ae geometria. Ele resolveu diversos problemas famosos e difíceis. Com Jeremy Kahn provou a conjectura chave de William Thurston de que toda 3-variedade fechada hiperbólica contém uma superfície imersa quasi geodésica. | ” |

Marković recebeu o Clay Research Award de 2012, e o Prêmio Whitehead e Philip Leverhulme Prize de 2004.